# Stórkonufell (berg i Island)
Stórkonufell är ett berg i republiken Island. Det ligger i regionen Suðurland, 130 km öster om huvudstaden Reykjavík. Toppen på Stórkonufell är 930 meter över havet.
Trakten runt Stórkonufell är nära nog obefolkad, med mindre än två invånare per kvadratkilometer. Det finns inga samhällen i närheten. Trakten runt Stórkonufell består i huvudsak av gräsmarker.